# Selago scabrida
Selago scabrida är en flenörtsväxtart som beskrevs av Carl Peter Thunberg. Selago scabrida ingår i släktet Selago och familjen flenörtsväxter. Inga underarter finns listade i Catalogue of Life.